# Burgstallwald bei Gunzenhausen
Burgstallwald bei Gunzenhausen este o arie protejată (arie specială de conservare — SAC, sit de importanță comunitară — SCI) din Germania întinsă pe o suprafață de 118,27 ha, integral pe uscat.

## Localizare
Centrul sitului Burgstallwald bei Gunzenhausen este situat la coordonatele 49°06′59″N 10°46′52″E / 49.1164°N 10.7811°E.

## Înființare
Situl Burgstallwald bei Gunzenhausen a fost declarat sit de importanță comunitară în noiembrie 2004 pentru a proteja 1 specie de animale. Situl a fost protejat și ca arie specială de conservare în aprilie 2016.

## Biodiversitate
Situată în ecoregiunea continentală, aria protejată conține 2 habitate naturale: Păduri de fag Luzulo-Fagetum, Păduri de stejar și carpen Galio-Carpinetum.
La baza desemnării sitului se află o specie protejată de  mamifere: liliac cu urechi mari (Myotis bechsteinii).